# Virus opičje imunske pomanjkljivosti
Virus opičje imunske pomanjkljivosti (tudi Simian immunodeficiency virus, okrajšava SIV) je opičji retrovirus iz rodu Lentivirus, ki povzroča sindrom pridobljene imunske pomanjkljivosti pri opicah in je tesno soroden s HIV-2. Okužbo povzroča pri vsaj 45 vrstah afriških prvakov, vendar ne tudi pri človeku.

## Raziskave
S pomočjo okužb prvakov z virusi opičje imunske pomanjkljivosti (SIV) in himernimi virusi humano-opičje imunske pomanjkljivosti potekajo (SHIV) številne raziskave patogeneze okužb z lentivirusi, odzivih imunskega sistema nanje ter učinkovitosti kandidatnih cepiv proti okužbam s HIV. SHIV je umetno ustvarjen virus s kombiniranimi deli genoma virusov HIV in SIV.
Leta 2013 so raziskovalci poročali o uspešnem preskušanju cepiva s citomegalovirusnim vektorjem, ki izraža beljakovine virusa SIV. S tem virusnim cepivom so cepili opice rezus. Pri okoli 50 % cepljenih opic so dosegli trajno zaščito pred okužbo z visoko patogenim sevom  SIVmac239.